# Clearing House Unterricht
Das Clearing House Unterricht ist ein Projekt der TUM School of Social Sciences and Technology, des Friedl Schöller-Stiftungslehrstuhls für Pädagogische Psychologie an der Technischen Universität München. Das Projekt versteht sich als Schnittstelle zwischen Bildungsforschung und Bildungspraxis. Ziel des Projekts ist es, den sich rasant entwickelnden Forschungsstand zu wichtigen Themen des Unterrichts zusammenzufassen und für Lehrerbildende aller Phasen, angehende und bereits aktive Lehrkräfte zielgruppengerecht aufzubereiten. Das Clearing House Unterricht will insbesondere dazu beitragen, die wissenschaftliche Grundlage für die Lehrerbildung und das evidenzbasierte Handeln von Lehrkräften kontinuierlich auszubauen. Der Fokus liegt auf dem zentralen Themenfeld des Unterrichts in den MINT-Fächern. Dafür fasst das Clearing House Unterricht den sich beständig entwickelnden Forschungsstand aus der Unterrichtsforschung zusammen, macht qualitativ hochwertige Forschungsbefunde ausfindig und bereitet sie auf seiner Informationsplattform für die Unterrichtspraxis auf.
Im Rahmen der Clearing House Unterricht Academy werden konkrete Antworten auf Fragen bereitgestellt, die in den vergangenen Jahren regelmäßig von Akteurinnen und Akteuren der Lehrerbildung und Lehrkräften gestellt wurden: Was ist unter evidenzbasierter Praxis zu verstehen? Und inwiefern kann aktuelle Forschung zur Verbesserung von Unterricht beitragen? Zudem werden Learning Nuggets zur Verfügung gestellt, die für die Lehramtsausbildung, Forschung, Unterricht oder für die eigene Weiterbildung genutzt werden können – je nach individuellem Bedarf.
Das Clearing House Unterricht wird aktuell bis 2029 von der Wilhelm Stemmer Stiftung gefördert. Zuvor war das CHU ein Teilprojekt von Teach@TUM an der ehemaligen TUM School of Education und wurde im Rahmen der gemeinsamen Qualitätsoffensive Lehrerbildung von Bund und Ländern aus Mitteln des Bundesministeriums für Bildung und Forschung gefördert. In diesem Projekt wurde deutschlandweit erstmalig ein Clearing House in den Bildungswissenschaften eingerichtet.

## Begriff und Begriffsgeschichte
Der Begriff Clearinghaus (englisch clearinghouse oder clearing-house) wurde ursprünglich im englischen Sprachraum für eine Verrechnungsstelle von Banken eingeführt, in der Schecks und Rechnungen verschiedener Banken ausgetauscht und miteinander verrechnet werden können. Die Vorteile solch zentraler Clearing-Gesellschaften bestehen darin, dass sie Transaktionen bündeln, Risiken minimieren, den Austausch erleichtern, zwischen Angebot und Nachfrage vermitteln sowie die Einhaltung gesetzlicher Verpflichtungen sicherstellen können.
Mittlerweile hat sich die Bedeutung des Begriffs erweitert: Er wird heute generell für Einrichtungen benutzt, die als Umschlagplatz für Güter, Dienstleistungen oder Informationen dienen und so zwischen Angebot und Nachfrage vermitteln. Im Bereich des Naturschutzes und der Entwicklungszusammenarbeit hat sich der sogenannte Clearing-House-Mechanismus als praktisch angewandtes Modell eines Informations-, Kommunikations- und Kooperationssystems etabliert, um verschiedene Akteure besser miteinander zu vernetzen.
Als wissenschaftliches Verfahren hat ein „Clearing House“ das Ziel, den aktuell besten verfügbaren Forschungsstand unter Berücksichtigung verschiedener Qualitätskriterien themenbezogen zu ordnen, Ergebnisse aus zahlreichen Einzeluntersuchungen zu verdichten und zusammenfassende Kernaussagen abzuleiten, um auf dieser Evidenzbasis fachliche bzw. professionelle Entscheidungen zu ermöglichen.
Die Medizin adaptierte als eine der ersten wissenschaftlichen Disziplinen das Verfahren: In Netzwerken wie der Cochrane Collaboration arbeiten Institute und Experten weltweit zusammen, um systematische Übersichtsarbeiten zur Bewertung von medizinischen Therapien bzw. konkreten Forschungsfragen zu erstellen, zu verbreiten und aktuell zu halten. Diese sogenannte evidenzbasierte Medizin soll den Wissenstransfer zwischen Forschung und medizinischer Praxis unterstützen und als wissenschaftliche Grundlage für Entscheidungen in der medizinischen Praxis dienen.
Analog zur Medizin geht es auch im Bereich der Bildung darum, evidenzbasiertes Handeln von Praktikern, das heißt, von Lehrern, zu fördern. Im Bereich der Bildungsforschung wurde das Clearing-House-Verfahren bislang vornehmlich in englischsprachigen Ländern umgesetzt (z. B. What Works Clearinghouse, Education Facilities, Best Evidence Encyclopedia, oder Campbell Collaboration aus den USA). Das Clearing House Unterricht der TU München versteht sich als das erste „Clearing House“ in den Bildungswissenschaften für den deutschsprachigen Raum.

## Voraussetzungen
Seit dem sogenannten „PISA-Schock“ im Jahr 2001 und dem unterdurchschnittlichen Abschneiden deutscher Schüler in verschiedenen nationalen und internationalen Schülervergleichsstudien ist eine öffentliche Debatte darüber entbrannt, wie das deutsche Bildungssystem und damit die Qualität des Unterrichts verbessert werden kann. Orientierung versprach und verspricht man sich dabei von der Bildungsforschung. Die Fülle an Studien und ihre Komplexität erschweren Praktikerin jedoch den Überblick und den Zugang zu wissenschaftlichen Erkenntnissen. Diese Lücke will das Clearing House Unterricht schließen. Als Schnittstelle zwischen Bildungsforschung und -Praxis verfolgt das Clearing House Unterricht das Ziel, die evidenzbasierte Praxis in der Lehrerbildung zu stärken, indem es die aktuelle Forschung zielgruppengerecht aufbereitet.

### Evidenzbasierte Lehrerbildung
Die Leitidee der Evidenzbasierung in der Lehrerbildung besteht darin, den sich ständig entwickelnden Wissensstand in den diversen schulrelevanten Forschungsbereichen – z. B. in der empirischen Bildungsforschung, der Lehr-/Lernforschung, den Learning Sciences etc. – zu einem integralen Bestandteil professionellen Wissens von Lehrkräften zu machen. Zukünftigen Lehrkräften soll empirisch geprüftes und für ihr professionelles Handeln relevantes Wissen vermittelt werden, beispielsweise darüber, welche Unterrichtsansätze unter welchen Bedingungen den größten Lernerfolg versprechen.
Lehrerbildner fungieren dabei als Vermittler, die Forschungsbefunde in ihre Kurse, Veranstaltungen und Vorlesungen aufnehmen und damit systematisch in die Aus- und Weiterbildung von Lehrkräften integrieren.
Bei der Vielzahl an publizierten wissenschaftlichen Befunden kommt einem Clearing House eine wichtige Schlüsselfunktion zu: Sie soll relevante und aussagekräftige Forschung filtern und die Qualität der Forschungsbefunde nach standardisierten Kriterien überprüfen. Diese adressatengerechte Bereitstellung aktueller Forschungsbefunde ist ein erster Schritt, um den Informationsfluss zwischen Forschung und Praxis in der Lehrerbildung zu verbessern.

## Verfahren und Forschungsgrundlage
Das Clearing House Unterricht deckt Themenkomplexe innerhalb des MINT-Bereichs (d. h. der Schulfächer Mathematik, Informatik, Naturwissenschaften und Technik) der Sekundarstufe ab, die sowohl eine hohe Aktualität in der Praxis haben (‚hot in practice') als auch in der Forschung gut untersucht sind (‚hot in research'). Das Clearing House Unterricht beobachtet die internationale Forschungslandschaft im Bereich der MINT-Fächer und sammelt aktuelle Befunde systematisch in einer Forschungsdatenbank.
Da Themen der Bildungswissenschaft ein strenges experimentelles Prinzip und Vergleichsstudien mit Randomisierung und Doppelblindheit nur begrenzt zulassen, hält die empirische Bildungsforschung eine Vielzahl aussagekräftiger Evidenz bereit, die auf unterschiedlichen Forschungsdesigns basieren (z. B. korrelative Fragebogenstudien, quasi-experimentelle Studien). Sofern ausreichend Evidenz zu einem Thema zur Verfügung steht, werden einzelne Untersuchungen und Primärstudien synthetisiert. Diese Forschungssynthesen in Form von Metaanalysen bilden die Grundlage für die Aufbereitung und Bereitstellung aktueller Evidenz im Clearing House Unterricht.
Die Suche und Auswahl der in Frage kommenden Metaanalysen orientiert sich an gängigen Standards für systematische Überblicksarbeiten (z. B. die systematische Suche in verschiedenen Datenbanken, vorab definierte Ein- und Ausschlusskriterien, Intersubjektive Auswahl u. a.). Die Qualität von ausgewählten Studien wird zudem anhand von etablierten Kriterienkatalogen überprüft.
Zudem identifiziert das Clearing House Unterricht Lücken im Forschungsstand und erstellt eigene Forschungssynthesen.

### Wissensdissemination
Um Praktikern, in erster Linie aber allen Lehrerbildenden, den Zugang zu aktuellen Forschungsbefunden zu erleichtern, bereitet das Clearing House Unterricht die in Frage kommenden Metaanalysen im Hinblick auf ihre Zielgruppe auf: In verständlicher, deutscher Sprache werden die wesentlichen Erkenntnisse zusammengefasst, eingeordnet und die Studien bewertet. Zusätzlich leitet das Expertenteam des Clearing House Unterricht aus den Ergebnissen jeweils ein Fazit für die Unterrichtspraxis ab und stellt zur Veranschaulichung jeweils eine Einzelstudie aus der Metaanalyse knapp dar. Diese sogenannten Kurzreviews sind das zentrale Informationsangebot des Clearing House Unterricht. Auf der Projektwebsite sind sie frei zugänglich und können in der Aus- und Fortbildung von Lehrkräften unmittelbar eingesetzt werden. Das Clearing House Unterricht plant, dieses Angebot um weitere unterstützende Materialien zu sogenannten Themensets zu erweitern.
Integraler Bestandteil des Erstellungs- und Optimierungsprozesses dieser Kurzreviews ist die Zusammenarbeit mit Praktikern aus der Lehrerbildung: Durch ein (iteratives) Prototyping-Verfahren mit regelmäßigem Feedback hinsichtlich Relevanz, Interessantheit und Nützlichkeit für die Lehrerbildung, wird hohe wissenschaftliche Qualität mit optimierter Passung für diverse Adressatengruppen kombiniert. Aufbau und Weiterentwicklung des Clearing House Unterricht werden zudem mit einer Reihe von Evaluationsstudien begleitet. Diese beziehen sich sowohl auf die Produkte des Clearing House Unterricht – und dabei insbesondere auf die Nützlichkeit für die Lehrerbildungspraxis – als auch auf die Online-Plattform und deren Benutzerfreundlichkeit.